# Афина (барельеф)
Афина — рельеф (барельеф) на скале, расположенный в двух километрах к северу от местечка Сёмек в районе Силифке провинции Мерсин в Турции, недалеко от долины реки Лимонлу, где находился древний киликийский город Ламос.

## История и описание
Рельеф высечен в скале на высоте нескольких метров над землей. Он имеет общую высоту 1,3 метра. В нише с отделанным в виде раковины куполообразным верхом, находится изображение женщины, которую можно определить как богиню Афину благодаря имеющейся надписи. С обеих сторон ниши находятся массивные пилястры, увенчанными широкими капителями. Богиня одета в пеплос, называемый apoptygma, который стянут поясом на талии. В нижней части одежда плотно облегает её тело, так что под ним отчетливо видны икры. Материал покрывает её щиколотки и ступни и по бокам спускается на землю (основание рельефа).

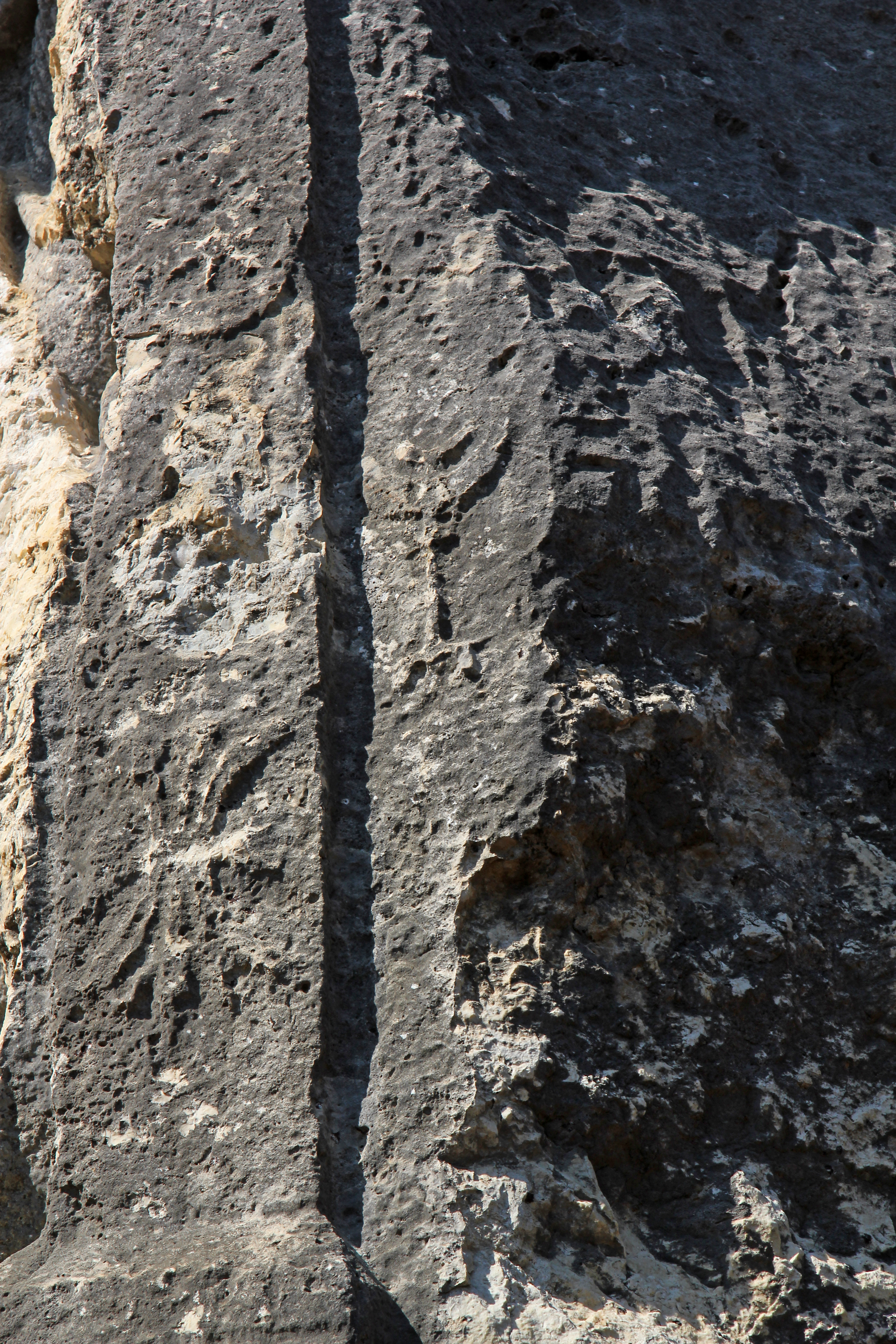
Знаки на левом пилястре

Правая рука фигуры богини поднята и держит копье, опираясь на подобие колонны; левая рука, опущенная вниз, удерживает щит. Копье опирается на колонну, которая соединяется непосредственно с правым от Афины пилястром. Вокруг копья и колонны вьется змея, направляющаяся по земле к ногам Афины. Голова и грива взнузданной лошади видны над щитом и левой рукой богини, а её задние конечности исчезают за правой рукой. На левом пилястре видны звезда, полумесяц, молния и канделябр. Между луной и молнией можно различить следы сервированной головы. Подобные следы частично обнаруживаются и на правом пилястре. Данную работу исследовал в 1980-х годах турецкая учёная Серра Дуругонюль (Serra Durugönül), которая особенно подробно описала культовые изображения на пилястрах.
Справа, между копьем и фигурой Афины, в узком поле в виде колонны, имеется надпись из 13 строк, где богиня упоминается как ΑΘΗΝΑ ΚΡΙΣΟΑ (Афина Крисоа) — эпитет ΚΡΙΣΟΑ указывает на местный вариант названия божества.
Изображение богини соответствует типу Афины Парфенос Фидия. Многочисленные копии этой статуи были сделаны в древние времена — одна из них была найдена в Киликии. Сходство с оригиналом Фидия включает, прежде всего, одежду, щит и колонну, стоящую справа. По типу свода в виде раковины моллюсков профессор Дуругенюль определила две возможные даты создания рельефа: первый вариант — время императоров Клавдия и Нерона в I веке, второй — период после Адриана во II и III веках нашей эры. Она склоняется ко второй версии, датируя рельеф вторым веком нашей эры, на основе сравнения с другими скальными рельефами Малой Азии.